# 2000年ロシア大統領選挙
2000年ロシア大統領選挙（2000ねんロシアだいとうりょうせんきょ）は、2000年3月26日にロシアで行われた大統領選挙である。1999年12月31日突如、大統領を辞任表明したボリス・エリツィンの後任を決める選挙であり、エリツィン辞任後、大統領代行となったウラジーミル・プーチン首相が第1回投票で52.94パーセントを獲得し当選した。登録有権者数は1億937万2043人で、全投票総数7507万770票、投票率は68.6パーセントであった。
立候補を表明した33名のうち、中央選挙管理委員会に立候補受付書類を提出したのは15名で、そのうち立候補者として要件を満たすと認められたのは12名の候補者であった。さらに1名が最終期限内に立候補を断念し、最終的に以下の11名の候補者が登録された。
- ウラジーミル・プーチン
- ゲンナジー・ジュガーノフ
- グリゴリー・ヤブリンスキー
- ウラジーミル・ジリノフスキー
- アマン・トゥレーエフ（英語版、ロシア語版）
- コンスタンチン・チトフ
- エラ・パンフィーロワ
- スタニスラフ・ゴヴォルーヒン（英語版、ロシア語版）
- ユーリ・スクラトフ（英語版、ロシア語版）
- アレクサンドル・ポドベリョツキン（英語版、ロシア語版）
- ウマル・ジャブライロフ（英語版、ロシア語版）

## 投票結果
| 候補者                                                                                                | 所属政党           | 得票数      | 得票率 |
| --- | ------------------ | ----------- | ------ |
| ウラジーミル・プーチン                                                                                | 無所属             | 39,740,467  | 53.44  |
| ゲンナジー・ジュガーノフ                                                                              | ロシア連邦共産党   | 21,928,468  | 29.49  |
| グリゴリー・ヤブリンスキー                                                                            | ヤブロコ           | 4,351,450   | 5.85   |
| アマン・トゥレーエフ                                                                                  | 無所属             | 2,217,364   | 2.98   |
| ウラジーミル・ジリノフスキー                                                                          | ロシア自由民主党   | 2,026,509   | 2.72   |
| コンスタンチン・チトフ                                                                                | 無所属             | 1,107,269   | 1.49   |
| エラ・パンフィーロワ                                                                                  | 市民の尊厳のために | 758,967     | 1.02   |
| Stanislav Govorukhin                                                                                  | 無所属             | 328,723     | 0.44   |
| Yury Skuratov                                                                                         | 無所属             | 319,189     | 0.43   |
| Alexey Podberezkin                                                                                    | 精神的遺産         | 98,177      | 0.13   |
| Umar Dzhabrailov                                                                                      | 無所属             | 78,498      | 0.11   |
| 全候補者に反対                                                                                        | 全候補者に反対     | 1,414,673   | 1.90   |
| 有効票                                                                                                | 有効票             | 74,369,754  | 99.07  |
| 無効票・白票                                                                                          | 無効票・白票       | 701,016     | 0.93   |
| 投票総数                                                                                              | 投票総数           | 75,070,770  | 100.00 |
| 有権者（投票率）                                                                                      | 有権者（投票率）   | 109,372,043 | 68.64  |
| 出典：Nohlen, D & Stöver, P (2010) Elections in Europe: A data handbook, p1642 ISBN 978-3-8329-5609-7 |                    |             |        |